# Ascoa
Ascoa es un despoblado que actualmente forma parte del concejo de Apodaca, que está situado en el municipio de Cigoitia, en la provincia de Álava, País Vasco (España).

## Toponimia
A lo largo de los siglos ha sido conocido con los nombres de Ascoa, Aysecoa y Azcue.

## Historia
Documentado desde el siglo XIII, esta aldea, que estaba levantada a corta distancia de Apodaca, pertenecía a la Encomienda de San Juan.